# Григорий (епископ Рязанский)
Епископ Григорий (умер между 1334—1343) — епископ Русской церкви, епископ Рязанский и Муромский.

## Биография
Хиротонисан во епископа Рязанского и Муромского епархией после 1304 года под эти годом упоминается епископ Савва.
В первую субботу Великого поста 1325 года вместе с митрополитом Петром, архиепископом Новгородским Моисеем, епископами Ростовским Прохором, Тверским Варсонофием и великим князем Иоанном I Данииловичем Калитой участвовал в погребении великого князя владимирского Георгия (Юрия) Даниловича в Архангельском соборе Московского Кремля.
Епископ Григорий неоднократно упоминается в записях о поставлении русских епископов митрополитом Феогностом: в октябре 1328 года вместе с митрополитом и епископом Галицким Феодором епископ Григорий участвовал в хиротонии иеромонаха Антония во епископа Ростовского; 2 марта 1330 года вместе с митрополитом, епископами Ростовским Антонием и Сарайским Софонием совершил хиротонию иеромонаха Даниила во епископа Суздальского, в июне 1334 года вместе с Новгородским архиепископом Василием Каликой, епископами Ростовским Антонием и Тверским Феодором II участвовал в хиротонии иеромонаха Афанасия во епископа Сарайского. 
По-видимому, в 1330 году, на Соборе, посвященном избранию и хиротонии епископа Суздальского Даниила, Сарайский архиерей отказался от претензий на Червлёный Яр (обширная территория в Подонье), который остался в юрисдикции епископа Григория.
К времени епископства Григория (ранее 1340 года) относится пожалование Рязанскому архиерею пронским князем Александром Михайловичем села Остромеринского (Остромер, Остромерское), которое, согласно писцовым описаниям 1567 года, являлось одним из самых крупных владений Рязанской кафедры.
В записях о поставлениях русских епископов митрополитом Феогностом в 1343 году назван Рязанский епископ Кирилл, который, по-видимому, был преемником Григория.